# Giorgio Seveso

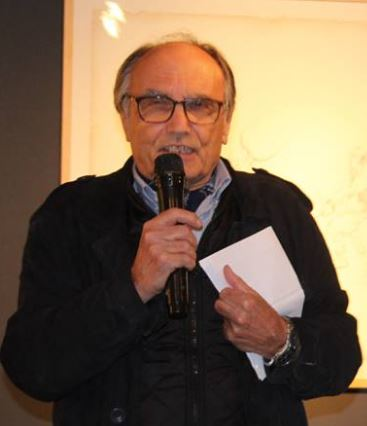
Giorgio Seveso, giornalista, critico e curatore d'arte contemporanea (2018)

Giorgio Seveso (Sanremo, 1944) è un critico d'arte e giornalista italiano.

## Biografia
Di padre italiano e madre francese, dopo gli studi compiuti tra Savona, Ancona e Torino, si stabilisce definitivamente a Milano dal 1969, dove lavora con Mario De Micheli e collabora stabilmente come critico d'arte con il quotidiano l'Unità per quasi trent'anni.
Ha curato un folto numero di monografie dedicate a personalità e movimenti dell'arte contemporanea figurativa, e ha realizzato numerosissime rassegne di pittura e scultura di respiro nazionale e internazionale, soprattutto sul tema del rapporto etico tra l'arte, l'uomo e la realtà. Una parte delle sue opere si possono reperire alla voce specifica del Servizio Bibliotecario Nazionale e altre su  LibrinLinea.
Ha inoltre pubblicato diverse raccolte di poesie e ha vinto nel 1990 il premio Vasto per la critica d'arte con il saggio Moralità dell'immagine (Edizioni Riccitelli, Pescara).
Giornalista pubblicista dal 1974, collabora a diversi periodici d'arte.

## Alcune opere
- L'arte con il sorriso. Trenta artisti cubani di oggi, Milano, Vangelista, 1986.
- ÇA IRA. Pittura contemporanea per la Rivoluzione Francese, Milano, Di Fiore, 1989, SBN TO01866883.
- Realismo esistenziale. Una vicenda italiana (1955-1965), Milano, Gabriele Mazzotta, 1991, ISBN 88-202-0982-9.
- Lamberto Lamberti, Milano, Gabriele Mazzotta, 1991, ISBN 99-202-0987-X.
- Pittura a Milano (1945-1990), Milano, Gabriele Mazzotta, 1992, ISBN 88-202-1042-8.
- Omaggio a Melozzo, Forlì, Il Vicolo, 1993.
- Arte per immagini, Milano, Charta, 1993, ISBN 88-86158-52-1.
- Vittorio Viviani. Tra istinto e poesia, Milano, Gabriele Mazzotta, 2000, ISBN 88-202-1401-6.
- Europe Art Languages, Milano, Poliartes, 2002, SBN LO10622220.
- Casoli Pinta. Museo sotto le stelle, Pescara, Carsa, 2002, ISBN 88-501-0055-8.
- Seduzioni e miserie del potere, Milano, Gabriele Mazzotta, 2003, ISBN 88-202-1630-2.
- Verità e poesia della forma, Leucasia, 2006, ISBN 88-87809-24-0.
- Marcello Pietrantoni. Candore e verità, Milano, FiveContinents, 2006, ISBN 88-7439-352-0.
- Piero Maggioni. Raccolta dei disegni, Milano, Giorgio Mondadori, 2007, ISBN 88-6052-118-1.
- Vanni Rossi, Bergamo, CorpoNove, 2008, ISBN 978-88-87831-91-7.
- Tino Vaglieri. Pittore di idee, Torino, Umberto Allemandi, 2009, ISBN 978-88-422-1662-9.
- Piero Maggioni. Catalogo generale delle opere, Milano, Giorgio Mondadori, 2009, ISBN 978-88-6052-278-8.
- Ernesto Treccani. Arte per amore, Brescia, gRafo, 2009, ISBN 978-88-7385-801-5.
- Giancarlo Colli. Tra impegno e natura, Milano, Gabriele Mazzotta, 2010, ISBN 978-88-202-1960-4.
- Passione civile, arte e politica, Milano, Gabriele Mazzotta, 2011, ISBN 978-88-202-1965-9.
- Alain Guy Clément, Tarbes, EdiCité, 2013, ISBN 978-2-916650-19-7.
- Marco Seveso. L'esigenza poetica, Milano, Poliartes, 2019, ISBN 978-88-942273-4-5.
- Genni. Una scultrice di respiro europeo, Milano, Poliartes, 2019, ISBN 978-88-942273-6-9.